# Чернушинское городское поселение
Черну́шинское городско́е поселе́ние — муниципальное образование в составе Чернушинского района Пермского края.
Административный центр — город Чернушка.
В результате реформы местного самоуправления Законом Пермской области от 9 декабря 2004 года № 1882—409 «Об утверждении границ и наделении статусом муниципальных образований Чернушинского района Пермской области» наделено статусом городского поселения.

## География
- Площадь: 33,4 км²[3].
- Расположено в центре Чернушинского района.
- На территории поселения расположена железнодорожная станция Чернушка Горьковской железной дороги.

## Население
По результатам переписи 2010 года численность населения составила 34 764 человека, в том числе 16 160 мужчин и 18 604 женщины.
В 2005 году численность населения составляла 36 696 человек.

## Населённые пункты
| Название | Тип населённого пункта        | Население | Почтовый индекс | ОКАТО          |
| -------- | ----------------------------- | --------- | --------------- | -------------- |
| Чернушка | Город, административный центр | 33272     | 617 830         | 57 257 501 000 |
| Азинский | Посёлок                       | 1492      | 617 834         | 57 257 843 008 |